# Elliott Management Corporation
Elliott Management Corporation (nota anche come Fondo Elliott o Elliott) è una società statunitense di gestione degli investimenti fondata nel 1977 a New York da Paul Singer (che ricopre anche i ruoli di Presidente, co-CEO e co-CIO della società), ed è considerato il più grande fondo di investimento attivista al mondo.
Sin dalla sua fondazione, Elliott ha generato per i suoi investitori un rendimento annuale composto netto del 13,2%, rispetto al 11,4% dell'indice azionario S&P 500, al 30 giugno 2024, ha circa 69,7 miliardi di dollari di asset in gestione.
Elliott è stato ampiamente descritto da varie testate giornalistiche internazionali (quali The Independent, The Guardian, The Washington Post) come un fondo avvoltoio, per via dei suoi investimenti nei debiti di sofferenza. Altri (come il quotidiano MF Milano Finanza) hanno invece osservato la sua creazione di valore a lungo termine.

## Storia
Paul Singer ha fondato Elliott Associates nel gennaio del 1977, partendo da 1,3 milioni di dollari raccolti da amici e parenti. Chiamata "Elliott" dal secondo nome di Singer, nei primi anni la società si è concentrata sull'arbitraggio. Dopo il crollo della Borsa del 1987 e la recessione degli anni novanta, l'azienda si è trasformata in un hedge fund, che utilizza un approccio di trading multi-strategia. Elliott Associates, il principale fondo nazionale di Elliott Management, gestisce 8,6 miliardi di dollari. Elliott è noto per i suoi rendimenti relativamente elevati e a bassa volatilità. Il New York Times ha definito Paul Singer "uno dei più ammirati" gestori di hedge fund di Wall Street, in quanto i rendimenti di Elliott hanno generalmente superato la crescita annuale dello S&P 500.
Elliott ha sette soci azionari: Paul Singer e Jon Pollock sono i co-chief investment officers e i co-CEO; Gordon Singer, il figlio di Paul Singer, che dirige l'ufficio londinese di Elliott; Steven Kasoff, Steve Cohen, Jesse Cohn e Dave Miller. Oltre a New York e Londra, la società ha uffici anche a Tokyo e Hong Kong.
In una lettera di investimento del novembre 2014, Elliott ha descritto l'ottimismo sulla crescita degli Stati Uniti come ingiustificato. "Nessuno può prevedere per quanto tempo i governi possano cavarsela con una crescita fasulla, denaro finto, lavori finti, una finta stabilità finanziaria, numeri falsi sull'inflazione e una finta crescita del reddito", ha scritto Elliott. "Quando si perde la fiducia, quella perdita può essere grave, improvvisa e simultanea in un certo numero di mercati e settori".
Nel terzo trimestre del 2018, Elliott aveva approssimativamente 35 miliardi i dollari di asset in gestione. La società fa uso di una vasta varietà di strategie, tra cui i titoli in sofferenza, equity, hedge/arbitraggio, trading sulle materie prime, altri tipi di debito, protezione della volatilità di portafoglio, private equity e private debt, e titoli immobiliari. Nel 2015, la rivista Institutional Investor/Alpha ha dato a Elliott una A, e l'ha classificata al nono posto tra i fondi d'investimento a livello mondiale. Nel gennaio 2019, 25,68% del portafoglio di Elliott Associates era concentrato sull'energia, mentre il 23.26% era concentrato sulla tecnologia.

## Gli investimenti

### Debiti pubblici
Vari investimenti hanno riguardato i debiti dei Paesi in default.

#### Perù
Nel 1996 Elliot Management Corporation ha acquistato 20 milioni di dollari di debito del Perù in default. Dopo una lunga controversia, in cui Singer aveva anche fatto sequestrare il jet del presidente peruviano, Alberto Fujimori, Singer era stato sconfitto in Tribunale nel 1998 per l'intento apertamente speculativo; aveva invece vinto un appello ottenendo un risarcimento di 58 milioni di dollari comprensivi degli interessi.

#### Argentina
Ci sono voluti 15 anni per vincere la battaglia contro il governo argentino per il rimborso delle obbligazioni su cui Elliott Management aveva investito comprando i Tango bond, poi finiti in default, nel 2001 con un forte sconto, per un valore nominale di 630 milioni di dollari. L'Argentina aveva in seguito proposto un rimborso parziale (30 centesimi per dollaro), accettato da vari investitori ma non da Paul Singer, il quale si era rivolto a vari tribunali del Regno Unito e degli Stati Uniti; nel 2012, aveva anche fatto sequestrare come garanzia una nave della marina argentina ormeggiata in un porto del Ghana. Un'altra misura presa da Cristina Fernández de Kirchner, presidente dell'Argentina in quel periodo, fu di emettere un'ordinanza di necessità e urgenza ordinando alla banca centrale di trasferire delle riserve in valuta estera per ripagare il debito, ma il presidente della banca rifiutò. Nel 2015, un nuovo governo argentino è stato instaurato sotto la guida di Mauricio Macri, che si è candidato promettendo di rinvigorire l'economia argentina. Nel 2016 il nuovo governo argentino ha rimborsato al fondo 2,4 miliardi di dollari, un rendimento del 392% della cifra investita.

#### Congo
Elliott Management investì 31 milioni di dollari su un debito valutato sulla carta 100 milioni di dollari. La causa giudiziaria portò anche al congelamento di alcuni pagamenti petroliferi e alla decisione del presidente americano George W. Bush di adottare una clausola che impediva il sequestro di asset congolesi negli Stati Uniti da parte dell'hedge fund di Singer. Dopo una battaglia legale durata due anni, e ulteriori rapporti sulla corruzione del governo da parte di Global Witness, il Congo ha provveduto ad una risoluzione extragiudiziale per una cifra non resa nota.

### Aziende
Focalizzandosi principalmente sugli investimenti di Borsa dopo il crollo azionario del 1987, la recessione degli anni novanta, e la crisi economica causata dal fallimento della Lehman Brothers nel 2008, Elliott Management Corporation è intervenuto per la ristrutturazione di aziende statunitensi e internazionali, acquisendo anche partecipazioni con la giustificazione di voler difendere gli interessi degli azionisti di minoranza e aprendo battaglie legali in tutto il mondo (TWA, MCI, WorldCom, Enron, Chrysler, Delphi Automotive, Novell, Skopko, Adecco, Hess, Elektrim). Nel 2011, ha fatto causa presso il tribunale britannico ad una società statale vietnamita, Vinishine, finita in default su un prestito di 600 milioni di dollari sostenuto dal governo vietnamita, per poi abbandonare il caso l'anno successivo.
Nel settembre 2019 ha annunciato di avere investito 3,2 miliardi di dollari, intestandosi una quota dell'1,2%, nel colosso americano delle telecomunicazioni AT&T che di recente ha acquisito per 80 miliardi di dollari Time Warner, proprietaria fra l'altro di HBO e CNN, con l'idea di opporsi a Netflix. In una lettera resa pubblica Elliott Management ha chiesto una revisione delle strategie e la dismissione di asset non strategici. Suscitando reazioni esultanti di Donald Trump che a suo tempo si era mostrato contrario all'iniziativa di AT&T.

#### In Italia
Nel marzo 2018, Elliott interviene in Telecom Italia, società controllata dal gruppo francese Vivendi (a sua volta posseduta da Vincent Bolloré), esibendo inizialmente una quota inferiore al 3% e poi rilevando una quota approssimativamente del 9% delle azioni della società. Elliott ha criticato i vertici dell'azienda sulle carenze nell'amministrazione, la valutazione del titolo, e le relazioni strategiche con le autorità italiane, sostenendo che ognuno di questi elementi potrebbe essere migliorato a beneficio di tutti gli stakeholder. Elliott ha anche accusato Vivendi di avere alcuni conflitti di interesse, come lo scontro con la Mediaset di Silvio Berlusconi su Premium.
Oltre allo scontro con Mediaset, c'è stato anche il braccio di ferro tra il vertice di Telecom italia e il governo Gentiloni, il quale avrebbe voluto vedere una separazione della rete, creando due società (una per i servizi, una per il network), e un accordo tra Telecom italia ed Open Fiber, una società di Enel e CDP (Cassa Depositi e Prestiti). Vivendi non fu d'accordo. Nello stesso mese, CDP, controllata dal Tesoro italiano, è entrata in Telecom italia con una quota del 4,26%. Durante un'assemblea del 4 maggio, vi è stato un ribaltone: Elliott, sostenuto anche da CDP, ha vinto con il 49,48% dei voti (equivalenti a 10 posti su 15 nel consiglio di amministrazione), mentre Vivendi ha ottenuto il 47,18% del voto. Con il nuovo consiglio di amministrazione formato da 13 consiglieri indipendenti su 15, incluso il presidente, Telecom italia è diventata, come voluto da Elliott, una società con migliore governance aziendale.
Nell'ottobre 2018, si conclude la battaglia legale durata tre anni contro i giapponesi di Hitachi che avevano comprato dall'ex Finmeccanica non solo il 100% di Ansaldo Breda, ma anche il 60% di Ansaldo Sts con lo scopo di togliere Sts dal listino di Borsa e poi fonderla nella sua divisione di trasporti. Secondo Singer, che con la sua Elliott Management è arrivato ad avere il 31% di Ansaldo Sts, l'operazione è stata fatta in modo da danneggiare gli azionisti di minoranza dell'Ansaldo Sts. Alcuni investitori di minoranza hanno sostenuto che Hitachi avesse sottopagato Ansaldo e, invece, strapagato Breda, controllata da Finmeccanica in perdita, portando gli azionisti di minoranza a ricevere meno di ciò che fosse loro dovuto. Infine, nel 2018, i giapponesi di Hitachi hanno versato a Elliott Management un maxi assegno di 807 milioni di euro (12,70 euro per azione con un premio del 9%) per comprare la loro quota del 31% e poi procedere al delisting.
Nell'ottobre 2018, Elliott rileva, attraverso un aumento di capitale di 65 milioni di euro, l'81% di Credito Fondiario, l'istituto che gestisce circa 45 miliardi di crediti deteriorati.

#### Nello sport
Nell'aprile 2017 viene reso noto che Elliott ha prestato 303 milioni all'imprenditore cinese Li Yonghong per completare l'acquisizione dell'Associazione Calcio Milan da Fininvest. Il 10 luglio 2018, Elliott comunica di aver assunto il controllo del club rossonero a seguito dell'inadempimento delle obbligazioni verso il fondo d'investimento statunitense da parte di Li Yonghong. L'operazione viene portata a termine tramite la Project RedBlack, una società-veicolo lussemburghese che acquisisce il controllo della Rossoneri Sport Investment Luxemburg di Li.
Nel luglio 2018 Elliott ha confermato di essere diventato il proprietario del club con una quota del 99,93% del club, a seguito dell'inadempimento del debito di 415 milioni di euro verso il fondo d'investimento statunitense da parte del precedente proprietario Li Yonghong. Il 10 luglio 2018 Paul Singer ha comunicato in una dichiarazione ufficiale un investimento di 50 milioni di euro di capitale, proprio per stabilizzare le finanze del club. Nel settembre 2018, Elliott ha versato ulteriori 120 milioni di euro nella società per rimborsare due obbligazioni, sostanzialmente eliminando i debiti del club.
Nell'agosto 2022 Elliott completa la cessione di tutte le sue quote del Milan al fondo d'investimento americano RedBird Capital Partners guidato da Gerry Cardinale, per la cifra record per il calcio italiano di 1,2 miliardi di euro.